# Alejandro Tapia y Rivera
Alejandro Tapia y Rivera (San Juan, 12 novembre 1826 – San Juan, 19 luglio 1882) è stato un poeta portoricano.

## Biografia
Tapia nacque a San Juan, Porto Rico. Ricevette la sua educazione primaria sotto la guida dell'educatore Rafael Cordero.
Tapia lavorò per il Dipartimento di Stato. Un ufficiale di artiglieria dell'esercito spagnolo lo sfidò a duello, una sfida che accettò; di conseguenza, Tapia subì un infortunio non letale nel braccio e successivamente esiliato in Spagna, dove rimase con il padre per un periodo di tempo.

### Carriera
Mentre era in Spagna, completò i suoi studi di letteratura a Madrid (1850-1852) e si unì alla Società del Raccoglimento di documenti storici relativi a Porto Rico (Sociedad Recolectora de Documentos Históricos de San Juan Bautista de Puerto Rico). Tapia archiviò e organizzato importanti documenti del 16 ° e 17 ° secolo di Porto Rico. Pubblicò la sua prima opera importante chiamata Biblioteca storica di Porto Rico (Biblioteca Histórica de Puerto Rico) relativa a quei documenti e alle sue scoperte.
Nel 1852, il governatore di Porto Rico, nominato in Spagna, Fernando de Norzagaray, perdonò Tapia e tornò a Porto Rico, stabilendo la sua residenza nella città di Ponce, sulla costa meridionale dell'isola. Tra le sue posizioni culturali c'era la sua appartenenza alla società protettiva intellettuale portoricana. Fu anche direttore del Youth Museum di Ponce e fondatore e primo presidente dell'Ateneo Puertorriqueño. Si trasferì da Ponce a San Juan intorno al 1874, dopo aver fondato il primo Gabinete de Lectura di Porto Rico nel 1870.

## Opere
- El heliotropo (1848)
- The Palm of the Chief (1852)
- Guarionex (libretto, premiered in 1854)
- José Campeche: biography by Alejandro Tapia y Rivera (1854)
- Roberto D'Evreux (1856)
- Bernardo de Palyssy o El heroísmo del trabajo (1857)
- La antigua sirena (1862)
- La cuarterona (1867)
- Camoens (Alejandro Tapia y Rivera) (1868)
- Póstumo el transmigrado (1872)
- Vasco Núñez de Balboa: biography by Alejandro Tapia y Rivera (1872)
- Ramón Power: biography by Alejandro Tapia y Rivera (1873)
- La leyenda de los veinte años (1874)
- La Sataniada (1874)
- Roberto Cofresí (1876)
- Misceláneas de Alejandro Tapia y Rivera (1880)
- Póstumo el envirginado (1882)
- Mis memorias por Alejandro Tapia y Rivera